# مزرعه محتوا
در دنیای اینترنت مزرعه محتوا یا آسیاب محتوا (به انگلیسی: content farm) یکی از روش‌های اسپم تولید محتوا زیاد و بی‌کیفیت است. در این روش شرکت‌ها تعداد زیادی آزادکار (فریلنسر) را که اطلاعات کافی از تولید محتوا ندارند را استخدام کرده و آزادکاران شروع به تولید محتوای تکراری و بی‌کیفیت برای موتورهای جستجوگر می‌کنند.

## الگوریتم گوگل پاندا و مقابله با مزرعه محتوا
گوگل به منظور ارتقاء کیفیت محتوای سطح وب و مقابله با مزرعه‌های محتوا، الگوریتم گوگل پاندا را ارائه کرد. این الگوریتم صفحات دارای محتوای کم‌کیفیت و مزارع محتوا را شناسایی می‌کند و نسبت به کاهش رتبه یا حذف آن‌ها از نتایج جستجو اقدام می‌کند.